# Cristina Grigoraș (tornász)
Cristina Elena Grigoraș (Szatmárnémeti, 1966. február 11. –) olimpiai és Európa-bajnok román tornász. Az ő nevét viseli egy gerendagyakorlat a Nemzetközi Torna Szövetség pontozási rendszerében.

## Életpályája
1972-ben kezdett tornázni Onești-en, ahol Maria Cosma és Mihai Agoston edzette. A nemzeti válogatottba kerülve edzői eleinte Károlyi Márta és Béla voltak, majd 1981-től Adrian Goreac, Maria Cosma és Octavian Bellu.
A Madridban 1981-ben megrendezett Európa-bajnokságon aranyérmet szerzett ugrásban, egy-egy ezüstöt egyéni összetettben és felemás korláton, továbbá egy bronzot talajon.
Legjobb világbajnokságon elért helyezése egyéniben az ötödik hely volt 1981-ben Moszkvában.
Az 1980. évi nyári olimpiai játékokon Moszkvában a csapattal szerzett ezüstérmet. A következő Los Angeles-i olimpián már a bajnoki címet sikerült megszereznie a csapattal.
1981-ben Kiváló Sportolói címmel, 2008-ban Sport Érdemrenddel tüntették ki.